# Henry Schouten

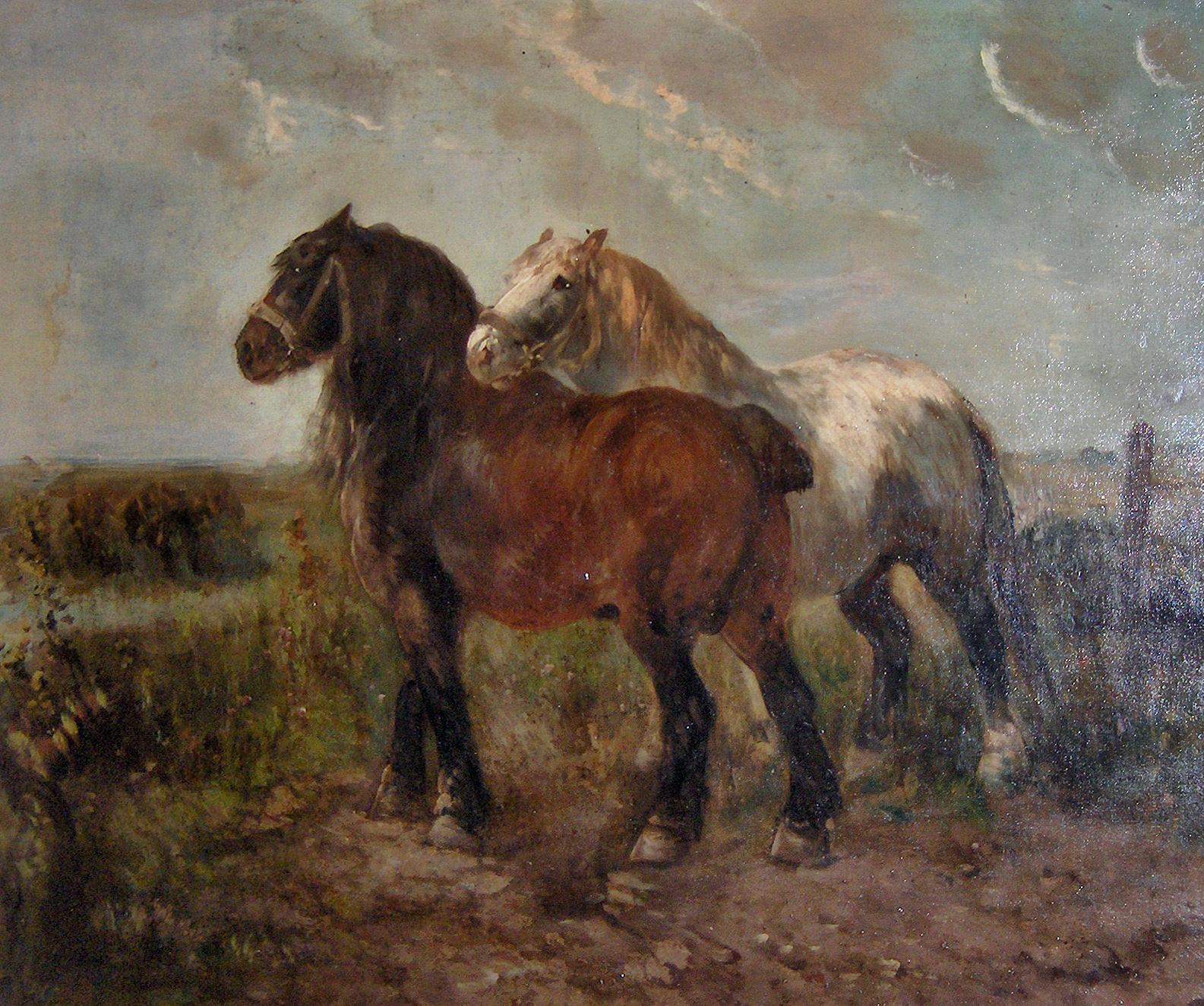
Brabantse trekpaarden

Henry Schouten (ook vermeld als Henri Schouten) (Parijs, 1860 - Brussel, 1927) was een Belgisch kunstschilder die vooral bekend is als dieren- en landschapsschilder. Hij gebruikte ook het pseudoniem Joseph Klaas.
Hij kreeg zijn opleiding aan de Academie van Brussel (1876-1881). Hij onderging een sterke invloed van de dierenschilder Alfred Verwee. 
Hij was in de eerste plaats een vlotte realistische dierenschilder: koeien, schapen, paarden, kippenrennen en dieren op het neerhof. Maar hij schilderde eveneens boeren en herders in hun omgeving, een jager met honden, een drinkende paardenverkoper of een melkboerin met hondenkar. Hij schilderde ook een aantal stillevens met bloemen of gevogelte en fruit of een stilleven met vis en garnalen.

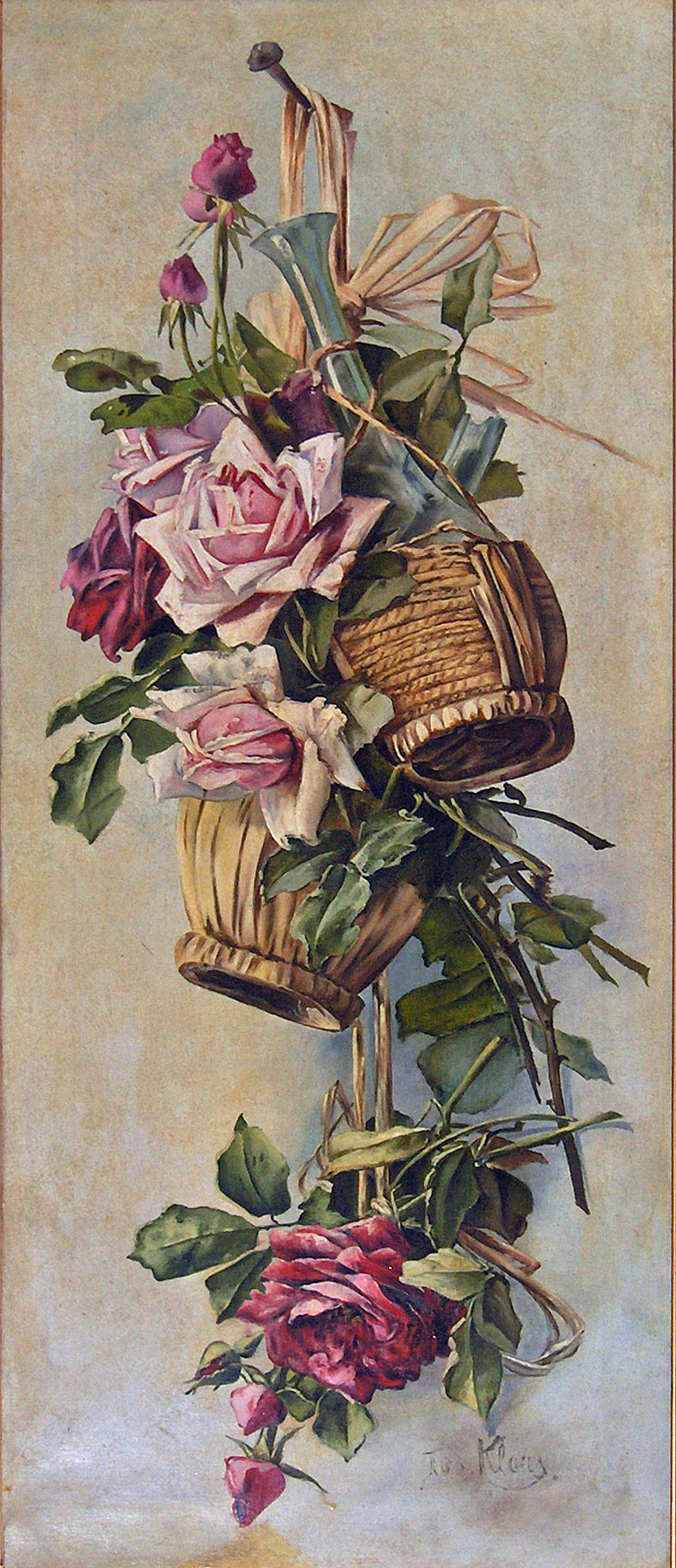
"Bloemenstilleven" (onder het pseudoniem Joseph Klaas)

Hij stelde vanaf 1882 tentoon in Brussel met de Union des Arts. Gedurende zijn loopbaan gebruikte hij allerlei artiestennamen: Jos Klaus, M. CLaes, Joseph Klaas, E. Meulat Joors, V. Marinus, J. Remis, en Van Dam.
Hij had een contract met de Belgische grootwarenhuisketen "Innovation" (nu Galeria Inno), waarvoor hij onder verschillende pseudoniemen een groot aantal werken produceerde.